# Amore selvaggio
Amore selvaggio (Canadian Pacific) è un film del 1949 diretto da Edwin L. Marin.
È un western statunitense con Randolph Scott e Jane Wyatt.

## Produzione
Il film, diretto da Edwin L. Marin su una sceneggiatura di Jack DeWitt e Kenneth Gamet e un soggetto dello stesso DeWitt, fu prodotto da Nat Holt (al suo debutto come produttore indipendente) tramite la Nat Holt Productions.
Fu girato in Canada (a Banff, nei pressi del Kicking Horse Pass e nella Yoho Valley dell'Yoho National Park, a Lake Louise nel Banff National Park, nella Morley Indian Reserve a Morley) in California (nei General Service Studios a Hollywood) da inizio agosto a metà settembre 1948. Il brano della colonna sonora The Maple Leaf Forever fu composto da Alexander Muir.

## Distribuzione
Il film fu distribuito con il titolo Canadian Pacific negli Stati Uniti dal 19 maggio 1949 (première a San Francisco il 10 marzo 1949) al cinema dalla Twentieth Century Fox.
Altre distribuzioni:
- in Messico il 18 marzo 1950 (Corazones de acero)
- in Portogallo il 24 aprile 1950 (A Conquista da Civilização)
- in Finlandia il 4 agosto 1950 (Miesten mies)
- in Svezia il 10 agosto 1950 (Det stora tågöverfallet)
- in Giappone il 13 novembre 1952
- in Austria nel marzo del 1955 (Canadian Pacific)
- in Germania Ovest il 9 marzo 1956 (Canadian Pacific)
- in Danimarca il 19 febbraio 1965 (Indianerangrebet på jernbanen)
- in Brasile (Devastando Caminho)
- in Cile (Corazones de acero)
- in Grecia (Pyrini gi)
- in Italia (Amore selvaggio)

## Promozione
Le tagline sono:
- MEN AND WOMEN UNTAMED AS THE SAVAGE WILDERNESS...with bare hands they fought off wild Indians, and conquered a continent!
- it's Terrific
- A Land to be Conquered...A Love to be Won!
- The blazing saga of untamed men and a savage wilderness!